# کپور سیاه
کپور سیاه (نام علمی: Mylopharyngodon piceus) نام یک گونه از تیره کپورماهیان است.